# Singoli al numero uno nella Billboard Streaming Songs nel 2019
Di seguito è proposta la lista dei singoli al numero uno nella Billboard Streaming Songs nel 2019.
La classifica delle Streaming Songs è redatta settimanalmente da Billboard e indica le canzoni più ascoltate nelle radio online, in on-demand e video sui più importanti servizi di streaming musicale statunitensi. I dati sono raccolti dalla Nielsen Broadcast Data Systems.

## Streaming Songs
| † | Indica la canzone con le migliori prestazioni del 2019 |

| Data         | Brano                           | Artista                                 | Streaming (in milioni) | Totale settimane al numero uno | Fonti  |
| ------------ | ------------------------------- | --------------------------------------- | ---------------------- | ------------------------------ | ------ |
| 5 gennaio    | All I Want for Christmas Is You | Mariah Carey                            | 51,9                   | 22                             | [ 4 ]  |
| 12 gennaio   | Sicko Mode                      | Travis Scott                            | 43,1                   | 1                              | [ 5 ]  |
| 19 gennaio   | Sunflower                       | Post Malone & Swae Lee                  | 47,6                   | 3                              | [ 6 ]  |
| 26 gennaio   | Sunflower                       | Post Malone & Swae Lee                  | 52,8                   | 3                              | [ 7 ]  |
| 2 febbraio   | 7 Rings                         | Ariana Grande                           | 85,3                   | 8                              | [ 8 ]  |
| 9 febbraio   | 7 Rings                         | Ariana Grande                           | 63,2                   | 8                              | [ 9 ]  |
| 16 febbraio  | 7 Rings                         | Ariana Grande                           | 57,7                   | 8                              | [ 10 ] |
| 23 febbraio  | 7 Rings                         | Ariana Grande                           | 63,5                   | 8                              | [ 11 ] |
| 2 marzo      | 7 Rings                         | Ariana Grande                           | 44,5                   | 8                              | [ 12 ] |
| 9 marzo      | 7 Rings                         | Ariana Grande                           | 43,9                   | 8                              | [ 13 ] |
| 16 marzo     | Sucker                          | Jonas Brothers                          | 43,7                   | 1                              | [ 14 ] |
| 23 marzo     | 7 Rings                         | Ariana Grande                           | 36,9                   | 8                              | [ 15 ] |
| 30 marzo     | 7 Rings                         | Ariana Grande                           | 36,6                   | 8                              | [ 16 ] |
| 6 aprile     | Sunflower                       | Post Malone & Swae Lee                  | 38,7                   | 3                              | [ 17 ] |
| 13 aprile    | Old Town Road †                 | Lil Nas X                               | 46,6                   | 20                             | [ 18 ] |
| 20 aprile    | Old Town Road †                 | Lil Nas X feat. Billy Ray Cyrus         | 143                    | 20                             | [ 19 ] |
| 27 aprile    | Old Town Road †                 | Lil Nas X feat. Billy Ray Cyrus         | 125,2                  | 20                             | [ 20 ] |
| 4 maggio     | Old Town Road †                 | Lil Nas X feat. Billy Ray Cyrus         | 114,4                  | 20                             | [ 21 ] |
| 11 maggio    | Old Town Road †                 | Lil Nas X feat. Billy Ray Cyrus         | 104                    | 20                             | [ 22 ] |
| 18 maggio    | Old Town Road †                 | Lil Nas X feat. Billy Ray Cyrus         | 104,1                  | 20                             | [ 23 ] |
| 25 maggio    | Old Town Road †                 | Lil Nas X feat. Billy Ray Cyrus         | 103,1                  | 20                             | [ 24 ] |
| 1 giugno     | Old Town Road †                 | Lil Nas X feat. Billy Ray Cyrus         | 130,7                  | 20                             | [ 25 ] |
| 8 giugno     | Old Town Road †                 | Lil Nas X feat. Billy Ray Cyrus         | 115,3                  | 20                             | [ 26 ] |
| 15 giugno    | Old Town Road †                 | Lil Nas X feat. Billy Ray Cyrus         | 115,6                  | 20                             | [ 27 ] |
| 22 giugno    | Old Town Road †                 | Lil Nas X feat. Billy Ray Cyrus         | 99,9                   | 20                             | [ 28 ] |
| 29 giugno    | Old Town Road †                 | Lil Nas X feat. Billy Ray Cyrus         | 91,6                   | 20                             | [ 29 ] |
| 6 luglio     | Old Town Road †                 | Lil Nas X feat. Billy Ray Cyrus         | 88,7                   | 20                             | [ 30 ] |
| 13 luglio    | Old Town Road †                 | Lil Nas X feat. Billy Ray Cyrus         | 89,3                   | 20                             | [ 31 ] |
| 20 luglio    | Old Town Road †                 | Lil Nas X feat. Billy Ray Cyrus         | 70,5                   | 20                             | [ 32 ] |
| 27 luglio    | Old Town Road †                 | Lil Nas X feat. Billy Ray Cyrus         | 86,2                   | 20                             | [ 33 ] |
| 3 agosto     | Old Town Road †                 | Lil Nas X feat. Billy Ray Cyrus         | 72,5                   | 20                             | [ 34 ] |
| 10 agosto    | Old Town Road †                 | Lil Nas X feat. Billy Ray Cyrus         | 67,4                   | 20                             | [ 35 ] |
| 17 agosto    | Old Town Road †                 | Lil Nas X feat. Billy Ray Cyrus         | 58,8                   | 20                             | [ 36 ] |
| 24 agosto    | Old Town Road †                 | Lil Nas X feat. Billy Ray Cyrus         | 53,1                   | 20                             | [ 37 ] |
| 31 agosto    | Ransom                          | Lil Tecca                               | 52,3                   | 1                              | [ 38 ] |
| 7 settembre  | Ransom                          | Lil Tecca                               | 49,7                   | 1                              | [ 39 ] |
| 14 settembre | Ransom                          | Lil Tecca                               | 49,4                   | 1                              | [ 40 ] |
| 21 settembre | Ransom                          | Lil Tecca                               | 46,7                   | 1                              | [ 41 ] |
| 28 settembre | Ransom                          | Lil Tecca                               | 45                     | 1                              | [ 42 ] |
| 5 ottobre    | Ransom                          | Lil Tecca                               | 45,8                   | 1                              | [ 43 ] |
| 12 ottobre   | Ransom                          | Lil Tecca                               | 43,1                   | 1                              | [ 44 ] |
| 19 ottobre   | Highest in the Room             | Travis Scott                            | 59                     | 3                              | [ 45 ] |
| 26 ottobre   | Highest in the Room             | Travis Scott                            | 37,2                   | 3                              | [ 46 ] |
| 2 novembre   | Highest in the Room             | Travis Scott                            | 33,8                   | 3                              | [ 47 ] |
| 9 novembre   | Lose You to Love Me             | Selena Gomez                            | 38,8                   | 1                              | [ 48 ] |
| 16 novembre  | Bandit                          | Juice Wrld & YoungBoy Never Broke Again | —                      | 1                              | [ 49 ] |
| 23 novembre  | Woah                            | Lil Baby                                | 24                     | 1                              | [ 50 ] |
| 30 novembre  | Roxanne                         | Arizona Zervas                          | 29,9                   | 2                              | [ 51 ] |
| 7 dicembre   | Roxanne                         | Arizona Zervas                          | 36,6                   | 2                              | [ 52 ] |
| 14 dicembre  | All I Want for Christmas Is You | Mariah Carey                            | 35,1                   | 22                             | [ 53 ] |
| 21 Dicembre  | All I Want for Christmas Is You | Mariah Carey                            | 45,6                   | 22                             | [ 54 ] |
| 28 dicembre  | All I Want for Christmas Is You | Mariah Carey                            | 54,4                   | 22                             | [ 55 ] |

Note:
1. 1 2  Ha raggiunto il numero uno anche nel 2020, 2021, 2022, 2024 e 2025.
2. ↑  Il brano conta anche la partecipazione del rapper Drake, accreditata su Apple Music ma non da Billboard.
3. ↑  Billy Ray Cyrus viene accreditato come artista dalla settimana del 20 aprile.